# Danny Awege
Danny Awege (* 28. März 1976; † 19. April 2021) war ein deutscher Schauspieler und Musiker.

## Leben
Außer den Lebensdaten konnten keine weiteren biografischen Daten von Danny Awege ermittelt werden. Erstmals stand er 1983 in einer Folge der 7-teiligen DFF-Serie Bühne frei vor der Kamera. Von 1984 bis 1995 wirkte er in acht Produktionen der Krimireihe Polizeiruf 110 mit. Hier führt IMDb ihn in den ersten beiden Episoden als Denis Awege, möglicherweise ist dies sein bürgerlicher Name.
Nach 1995 sind keine schauspielerischen Aktivitäten Aweges mehr festzustellen.
Danny Awege spielte Gitarre und war 1994/1995 Gründungsmitglied der Berliner Punkband Die Kolporteure. Zudem spielte er bei No Exit und war als Sänger und Gitarrist der RAGBAGS aktiv.
Danny Awege starb am 19. April 2021 im Alter von 45 Jahren.

## Filmografie
- 1983: Bühne frei! – Ich male dir ein Bild
- 1994: Abschied von Agnes
- Polizeiruf-110-Folgen
  - 1984: Inklusive Risiko
  - 1985: Laß mich nicht im Stich
  - 1986: Ein großes Talent
  - 1986: Kein Tag ist wie der andere
  - 1987: Explosion
  - 1989: Gestohlenes Glück
  - 1990: Tödliche Träume
  - 1995: Bruder Lustig